# 허봉학
허봉학(許鳳學, ? ~ ?)은 조선민주주의인민공화국의 군인, 정치인이다. 한국 전쟁에 조선인민군 지휘관으로 참전하였다.
동북항일연군 제1로군 제5사로 복무했으며, 한국 전쟁에 조선인민군 지휘관으로 참전, 1951년 조선인민군 제4군단장으로 있다가 1953년 휴전을 맞이하였다. 1958년 조선인민군 중장으로 진급되고, 조선인민군 군사대학교 총장을 지냈다. 1959년 조선인민군 제2집단군 사령관을 거쳐, 1960년 민족보위성 부상, 그 뒤 인민군 상장으로 진급하여 인민군 총정치국장이 되었다.
그 후 조선로동당 중앙위원회 비서국 비서, 최고인민회의 상임위원회 위원, 인민군 대장, 조선로동당 중앙위원회 서기 등을 지냈다. 1962년 이후 최고인민회의 제3기 대의원과 제4기 대의원에 선출되었다.
1968년 조선로동당 대남총책에 이르러 1969년 3월 갑자기 숙청되었다.